# 奥莉加·卡扎科娃
奥莉加·米哈伊洛芙娜·卡扎科娃（羅馬化：Ol'ga Mikhaylovna Kazakova；1968年5月30日—）俄罗斯政治家，曾任斯塔夫罗波尔边疆区文化部长，2012年起任国家杜马代表、文化委员会第一副主席。

## 制裁
卡扎科娃于2022年因俄乌战争而受到英国政府制裁。